# Bahung Huluan
Bahung Huluan is een bestuurslaag in het regentschap Simalungun van de provincie Noord-Sumatra, Indonesië. Bahung Huluan telt 1182 inwoners (volkstelling 2010).